# Gai Marci
|  | Per a altres significats, vegeu «Gai Marci (desambiguació)». |

Gai Marci (en llatí Caius Marcius) va ser tribú de la plebs l'any 311 aC. Formava part de la gens Màrcia, una antiga gens romana d'origen plebeu.
Va aconseguir aprovar juntament amb el seu col·lega Luci Atili la llei coneguda com a Atilia Martia, una llei que donava al poble el poder per elegir 16 tribuns militars en les quatre legions (16 electes d'un total de 24, sis per cada legió). Era probablement el mateix Gai Marci que va ser el primer plebeu escollit com a membre del col·legi d'àugurs l'any 300 aC.